# تپلک پیشانی‌سیمین
تپلک پیشانی‌سیمین (نام علمی: Scytalopus argentifrons) گونه‌ای پرنده از تیرهٔ تپلکان (Rhinocryptidae) است که در کاستاریکا و پاناما یافت می‌شود.